# 李成鶴
李 成鶴（リ・ソンハク、朝鮮語: 리성학）は、朝鮮民主主義人民共和国の政治家。内閣副総理、朝鮮労働党中央委員会委員。軽工業相などを歴任した。

## 経歴
2020年までの経歴は不明。2020年4月11日に開催された朝鮮労働党中央委員会政治局会議で党中央委員会委員候補に補選され、翌日に開催された最高人民会議第14期第3回会議で軽工業相に任命された。
2021年1月5日から開催された朝鮮労働党第8次大会では、5日目の会議で党中央委員会の事業総括の演説を行い、党中央委員会委員に選出された。さらに、1月17日に開催された最高人民会議第14期第4回会議で軽工業相に代わって、内閣副総理に任命された。